# Nils Nordenskiöld
Nils Gustaf Nordenskiöld (født 18. oktober 1792 på Frugård i Nyland, død 21. februar 1866 sammesteds) var en finsk mineralog, far til Adolf Erik Nordenskiöld.
Nordenskiöld blev student i Åbo, tog dommereksamen 1813, men helligede sig snart efter helt til mineralogien. I 1815 studerede han således Parnas berømte mineralforekomst i Finland, og efter at han 1816—17 havde studeret hos Berzelius,
tog han bjergeksamen i Uppsala og blev året efter (1818) bjergmester i Finland. I de følgende år (1819—23) foretog han en længere rejse i Europa og blev 1823 "överintendent" vid bergsstaten i Finland, hvilken stilling han med en kort afbrydelse, idet stillingen var inddraget 1831-33, beholdt indtil 1855.
Vi skylder Nordenskiöld talrige arbejder, dels af almíndelig mineralogisk natur, dels og især beskrivelser af nye mineraler, endvidere adskillige skrifter vedrørende bjergværksvidenskab; han var den første, der underkastede meteorsten en rationel analyse, og han har gjort gode iagttagelser over skurestriberne i Finland. Blandt hans skrifter kan fremhæves: Bidrag till närmare kännedom af Finlands Mineraler (1820); Försök till framställning af kemiska mineralsystemet (1. udgave 1827, 2. udgave 1833); Beitrag zur Kenntniss der Schrammen in Finland (1860).